# Кумпан, Елена Андреевна
Елена Андреевна Кумпан (20 января 1938 — 22 августа 2013) — советская и российская поэтесса и мемуаристка.

## Биография
Окончила Ленинградский горный институт, занималась в литературном объединении института под руководством Глеба Семёнова. Впоследствии вышла замуж за Семёнова, после его смерти выступила составителем и автором предисловия к тому стихотворений и поэм Семёнова в серии «Новая библиотека поэта». Вторым браком была замужем за Елеазаром Мелетинским. Работала геологом в объединении «Гипроникель», затем экскурсоводом.
Дебютировала в поэзии сборником стихов «Горсти» (Л.: Советский писатель, 1968) — по мнению И. Полуэктовой, «он полузабыт несправедливо — столько в нём внимания и умения слышать мир и той неизъяснимой простоты высказывания, которая покоряет в классической поэзии». В том же году, 30 января, приняла участие в вечере Экспериментального литературного объединения, вместе с Иосифом Бродским, Александром Городницким, Сергеем Довлатовым и другими авторами; вечер имел широкий общественный резонанс.
Книга воспоминаний Кумпан «Ближний подступ к легенде» (2005) рассказывает о встречах с Бродским, Городницким, Александром Кушнером, переводчиком Эльгой Линецкой, филологами Лидией Гинзбург, Дмитрием Максимовым, Юрием Лотманом и др.
Похоронена вместе c Елеазаром Мелетинским на Серафимовском кладбище.